# Buraq

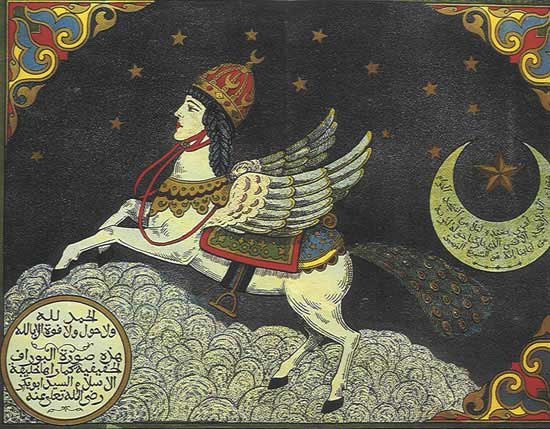
Burāq in una miniatura moghul del XVII secolo

Burāq  (o Burak; in arabo براق‎? 'lampo'), secondo la tradizione islamica, è un destriero mistico venuto dal paradiso islamico, destinato alla cavalcatura dei vari profeti, specie di Maometto. Soggetto iconografico frequente nell'arte islamica, col passare del tempo questa creatura ha assunto – nelle raffigurazioni – la foggia di un cavallo alato dalla testa di donna e la coda da pavone. 
La tradizione narra che nel VII secolo Burāq fu incaricato dall'angelo Gabriele di portare il profeta dell'Islam – con un miracoloso tragitto avvenuto di notte (isrāʾ) – dalla Mecca a Gerusalemme (città poi identificate), prima che egli intraprendesse l'ascesa per i sette cieli (miʿrāj).
Burāq avrebbe portato in precedenza anche Ibrāhīm (Abramo), quando il Patriarca si recò alla Mecca in visita al figlio Ismāʿīl (Ismaele).

## Menzioni
Stando al racconto fatto dallo stesso Maometto (e riportato come rivelazione nella XVII sūra: Al-Isra' «Il viaggio notturno»), lungo il suo viaggio il Profeta ebbe quale guida e compagno l'angelo Gabriele (in arabo Jibrīl); questi gli mostrò quanto avveniva nell'Inferno e nel Paradiso.
Secondo alcuni testi, Gabriele mise a disposizione del Profeta la cavalcatura di nome Burāq, abile a realizzare balzi giganteschi. Giunto nel più alto dei Cieli, il Profeta ebbe la possibilità di accostarsi ad Allah, che gli ordinò di compiere le preghiere canoniche giornaliere.

### Corano
Burāq non è menzionato in alcun modo nel Corano.

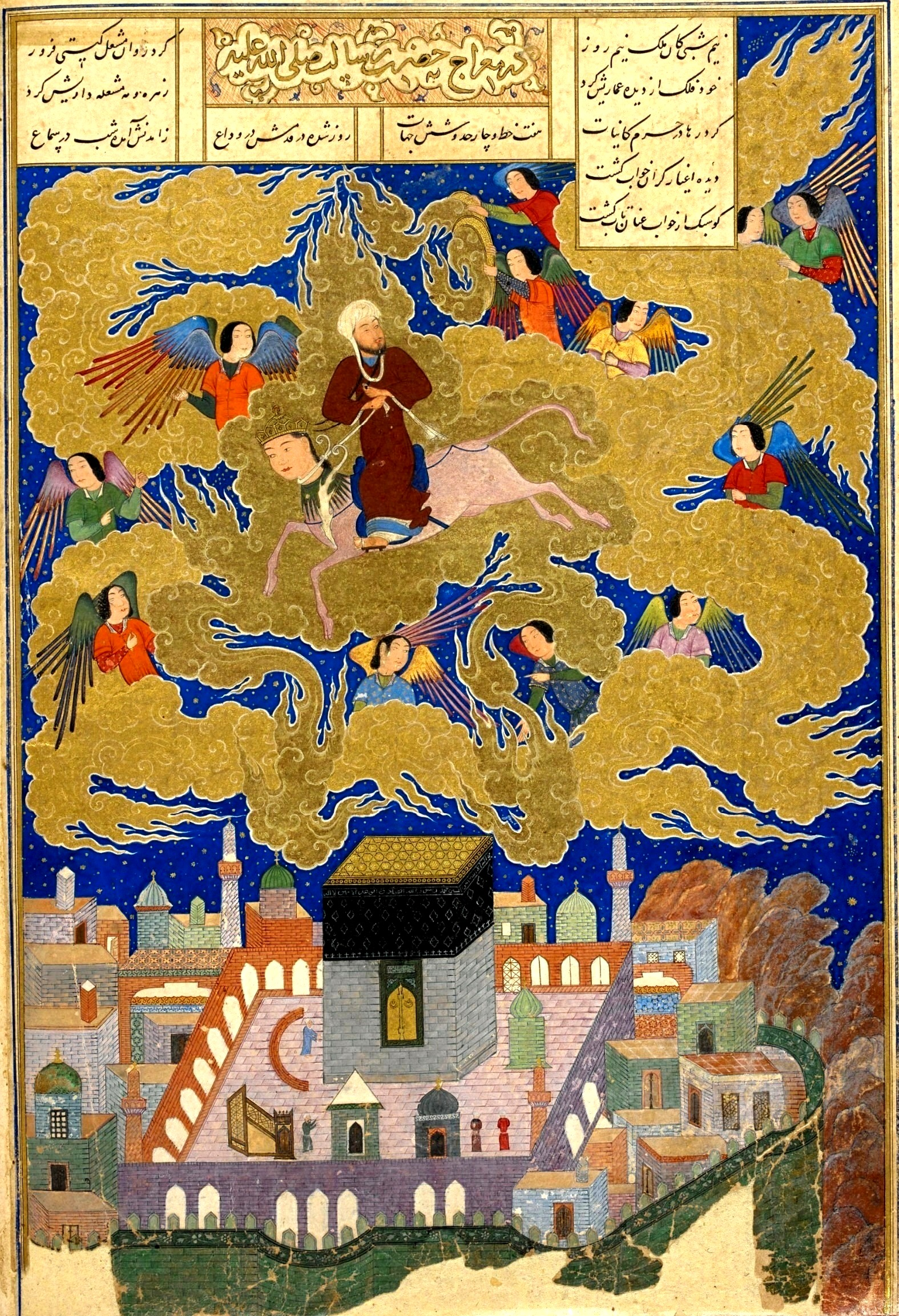
Maometto su Burāq, circondato da angeli durante il suo viaggio notturno; miniatura tratta dal poema Khamse di Niẓāmi, autore in lingua persiana di Ganje (l'attuale Azerbaigian).

### Ṣaḥīḥdi Bukhari
Mentre Burāq è quasi sempre raffigurato con una faccia umana nell'arte persiana e dell'Estremo Oriente islamico, nessun ḥadīth o riferimento del primo Islam allude a fattezze umane.

Un brano del Ṣaḥīḥ di Bukhārī così descrive al-Burāq:
(Muhammad al-Bukhari)

### Ibrāhīm
Burāq è ricordato pure come la cavalcatura di Ibrāhīm, quando visitò la sua concubina Hagar e il loro figlio Ismaele. Secondo la tradizione, Ibrāhīm viveva con la moglie Sara nella regione siriana; ma Burāq lo avrebbe trasportato in una sola mattinata alla Mecca per vedere l'altra sua famiglia, riportandolo indietro dalla moglie ebrea in una serata soltanto.

## Interpretazioni e simbolismi

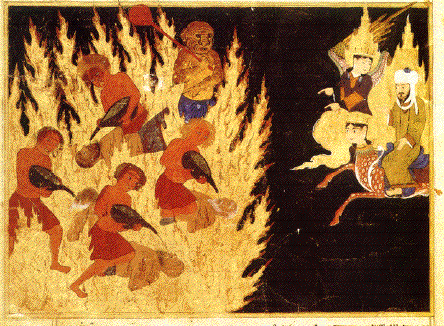
Maometto vede peccatori e demoni nell'Inferno durante il suo viaggio notturno

Secondo gli eruditi musulmani, Buraq è 
Secondo il dizionario dei simboli, quale simbolo di trionfo e di gloria, Buraq permette agli eletti di accedere al Paradiso.

## Iconografia
Di solito rappresentato come un quadrupede alato (con volto di donna e coda di pavone), l'immagine di Burāq varia a seconda delle epoche: può somigliare a un asino, un mulo o un cervo. Ibn Isḥāq lo descrive nella sua Sīra come un animale «tra il mulo e l'asino».

## Impatto culturale
- In Turchia, Buraq è un nome proprio di persona maschile.
- I nomi di due compagnie aeree derivano da Buraq: Buraq Air (in Libia) e Bouraq Indonesia Airlines (in Indonesia; chiusa nel 2005).

### Muro di Burāq
Negli anni venti, una parte del Muro Occidentale – per gli ebrei, l'unica porzione restante del Secondo Tempio di Gerusalemme – cominciò ad essere chiamata dai musulmani Muro di Burāq. All'origine di questo nome, una leggenda secondo cui Maometto avrebbe legato le redini di Burāq a questo muro.